# Livingston, Kalifornien
Livingston är en stad (city) i Merced County, i delstaten Kalifornien, USA. Enligt United States Census Bureau har staden en folkmängd på 13 271 invånare (2011) och en landarea på 9,6 km².